# Klenovec
Klenovec é um município da Eslováquia, situado no distrito de Rimavská Sobota, na região de Banská Bystrica. Tem 100 km² de área e sua população em 2018 foi estimada em 3.159 habitantes.

## Demografia
| Ano:        | 1994 | 2004   | 2014   | 2024   |
| ----------- | ---- | ------ | ------ | ------ |
| Broj ljudi: | 3370 | 3268   | 3213   | 2952   |
| Razlika:    |      | -3,02% | -1,68% | -8,12% |

| Ano:               | 2023 | 2024   |
| ------------------ | ---- | ------ |
| Número de pessoas: | 2970 | 2952   |
| Diferença:         |      | -0,60% |